# Jean-Pierre Paoli
 (février 2018).
Pour les articles homonymes, voir Paoli.
Jean-Pierre Paoli est un haut-fonctionnaire devenu dirigeant dans le paysage audiovisuel français né le 28 août 1948 à Bastia
Il ne doit pas être confondu avec Jean-Pierre Paoli, né le 28 janvier 1945 près d'Alger, animateur charismatique de rencontres sportives et musicien

## Biographie
Ancien élève de l'École nationale d'administration (promotion Guernica), Jean-Pierre Paoli est licencié en droit, diplômé de l'Institut d'études politiques de Paris (promotion 1969) et lauréat du concours des Affaires étrangères.
Il fut notamment sous-préfet et administrateur civil hors classe avant de rejoindre en 1987 le secteur privé au sein de Canal+. Conseiller auprès du groupe TF1 et de Samsung, il a rejoint en 2016 l’équipe de Molotov, la nouvelle plateforme de distribution TV en OTT lancée par Jean-David Blanc, Pierre Lescure et Jean-Marc Denoual, où sa principale mission consiste à développer le service Molotov à l’étranger,. 
Au cours de sa carrière, Jean-Pierre Paoli a également été pendant plusieurs années directeur du développement international au sein du groupe Canal+ et de TF1, ainsi que directeur général d’Eurosport International, où il développa différents partenariats en Europe. 
Jean Pierre Paoli est également intervenant dans le cadre de la formation du Master 2 Pro Digital, médias et cinéma de l’Université Panthéon-Sorbonne.